# Боделан, Руслан Борисович
Русла́н Бори́сович Бодела́н (укр. Руслан Борисович Боделан; 4 апреля 1942, Берёзовка, Губернаторство Транснистрия — 26 июня 2025) — советский и украинский государственный деятель, народный депутат Украины I и II созывов, первый секретарь Одесского областного комитета КПУ в составе КПСС, председатель Одесского областного совета и глава Одесской областной государственной администрации, городской голова Одессы с августа 1998 по апрель 2005 года. После Оранжевой революции эмигрировал в г. Санкт-Петербург, но уже в апреле 2010 года вернулся в Одессу.

## Биография
Родился 4 апреля 1942 года в селе Березовка Одесской области. Родители — сельские учителя: отец — Борис Фокич (1912—1995), учитель, директор школы; мать — Галина Петровна (1911—1989), учительница.

### Образование и трудовая деятельность
Закончил государственный педагогический институт в Петропавловске в 1968 году и Высшую партийную школу при ЦК Коммунистической партии Украины в 1977 году. Трудовую деятельность начал в 1959 году учителем физкультуры в сельской школе с. Гвоздавка Любашёвского района Одесской области.

### Политическая деятельность
- В 1965 году — первый секретарь Килийского РК ЛКСМ Украины.
- В 1970 году — инструктор отдела комсомольских организаций ЦК ЛКСМ Украины.
- В 1973 году — первый секретарь Одесского ОК ЛКСМ Украины.
- В 1979 году — первый секретарь Центрального РК КПУ г. Одессы.
- В 1984 году — первый секретарь Одесского ГК КПУ.
- С марта 1990 по август 1991 года — первый секретарь Одесского ОК КПУ.
- В 1990—1991 годах — член ЦК КПСС.
- С января 1991 по март 1992 года — председатель Одесского облисполкома.

22 ноября 1992 года избран народным депутатом Украины I-го созыва от Килийского избирательного округа № 311 (1 тур — 61,4 %, 2 претендента), выдвигался кандидатом в народные депутаты трудовым коллективом КСП «Еникиой» Килийского района, пленумом районного совета ветеранов, избирателями села Кирнички Измаильского района. Являлся членом Комиссии ВС Украины по вопросам деятельности Советов народных депутатов местного самоуправления, входил в депутатскую группу «За социальную справедливость».
В апреле 1994 года избран народным депутатом Украины II-го созыва от Килийского избирательного округа, № 312.
С 11 июля 1995 по 26 мая 1998 года являлся главой Одесской облгосадминистрации, с августа 1998 по апрель 2005 года занимал должность городского головы Одессы. В роли мэра Одессы Руслан Борисович возглавил ряд интересных инициатив. Так, в 2000-м году он выступил Главой оргкомитета 10-го юбилейного конкурса красоты «Мисс Украина - 2000» (конкурс также известен, как «Мисс Миллениум»). Ему и принадлежала инициатива провести значимое для Украины событие в Одессе.
После смены власти на Украине 26 апреля 2005 года против Боделана возбуждено уголовное дело по факту злоупотребление служебным положением в интересах третьих лиц, 5 мая того же года он был объявлен в международный розыск. В 2005 году переехал в Россию, работал заместителем начальника Санкт-Петербургского международного торгового порта. В январе 2006 года, согласно с официальными данными Российской Федерации, Р. Боделан получал российское гражданство, что не было опровергнуто СМИ.
Политолог Тарас Кузьо в 2008 году причисляет его к украинским политическим беженцам.
Вернувшись на Украину в апреле 2010 года, согласно его политическим заявлениям, он не имел намерений очередной раз баллотироваться на выборах городского головы Одессы осенью 2010 года. В том же году криминальные дела против Р. Боделана были закрыты.
В 2014 году выступил на Радио Профсоюзов строителей Одесчины из-за пожара во Дворце профсоюзов.

### Смерть
Скончался 26 июня 2025 года на 84-м году жизни.

## Награды и отличия
Награждён орденами Трудового Красного Знамени, «Знак Почёта», «За заслуги» ІІІ (1997) и II (2002) степеней, Орден Святого Владимира II степени.

Государственный служащий I-го ранга.

## Семья
Жена — Валентина Терентиевна (род. 1942) — лаборант политехнического университета; дочь Ольга (род. 1960) — учитель, директор школы; дочь Лариса (род. 1970) — учитель, заведующая детского сада; сын — Владимир (род. 1975) — начальник Главного управления МЧС в Одесской области (2010—2014), отправлен в отставку после событий 2 мая 2014 года.